# Sonja Rostova
Sonja Aleksandrovna Rostova (in russo Соня Александровна  Ростова?) è un personaggio del romanzo Guerra e pace di Lev Tolstoj.

## Ruolo nella storia
All'inizio della vicenda Sonja è una giovane di 15 anni, orfana e nipote del conte e della contessa Rostov. È innamorata di suo cugino Nikolaj, il quale inizialmente contraccambia, anche se la madre di quest'ultimo non approva ciò poiché Sonja non ha mezzi finanziari per il suo supporto. Prima che Nikolaj parta per la guerra si giurano eterno amore.
In seguito Nikolaj ritorna con Dolochov, un compagno conosciuto in guerra. Dolochov è attratto da Sonja, tanto che le chiede di sposarlo ma, nonostante la contessa inciti la giovane ad accettare, lei rifiuta.
Quando Nikolaj si innamora della principessa Mar'ja Bolkonskaja, Sonja è profondamente ferita, nonostante sappia che è l'unica soluzione per ristabilizzare la situazione economica dei Rostov. Successivamente le viene offerto un posto nella nuova casa di Nikolaj dove può prendersi cura dei suoi bambini. Così Sonja si rassegna sacrificandosi per la felicità non solo di Nikolaj ma di tutta la famiglia.
Compare nei seguenti film tratti dal romanzo:
- 1956: Guerra e pace (War and Peace) di King Vidor: May Britt
- 1967: Guerra e pace (Война и мир) di Sergej Fëdorovič Bondarčuk: Irina Gubanova
- 1972: Guerra e pace (War and Peace) di John Davies: Joanna David
- 2007: Guerra e pace di Robert Dornhelm: Ana Caterina Morariu